# Kabupaten d'Aceh Singkil

Localisation dans la province d'Aceh.

Le kabupaten Aceh Jaya est un kabupaten situé au sud de la province d'Aceh. Il intègre les îles Banyak.

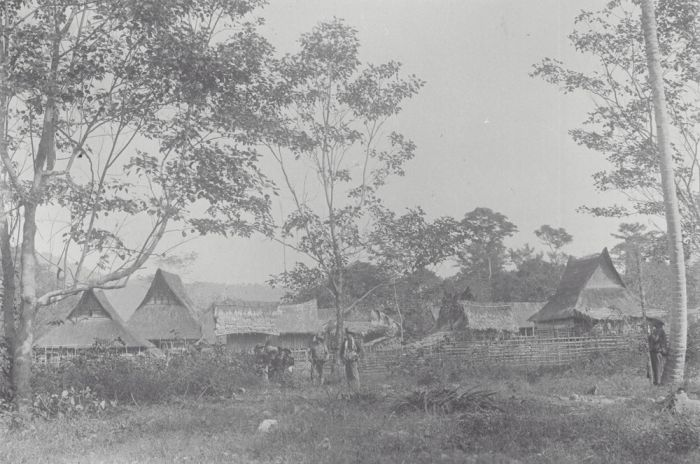
Vue sur le village avec des soldats, Upper Singkil, Aceh

Il est divisé en 10 districts regroupant une population de plus de 100 000 personnes (en 2010).